# علم الآثار الحيوية في القرن العشرين

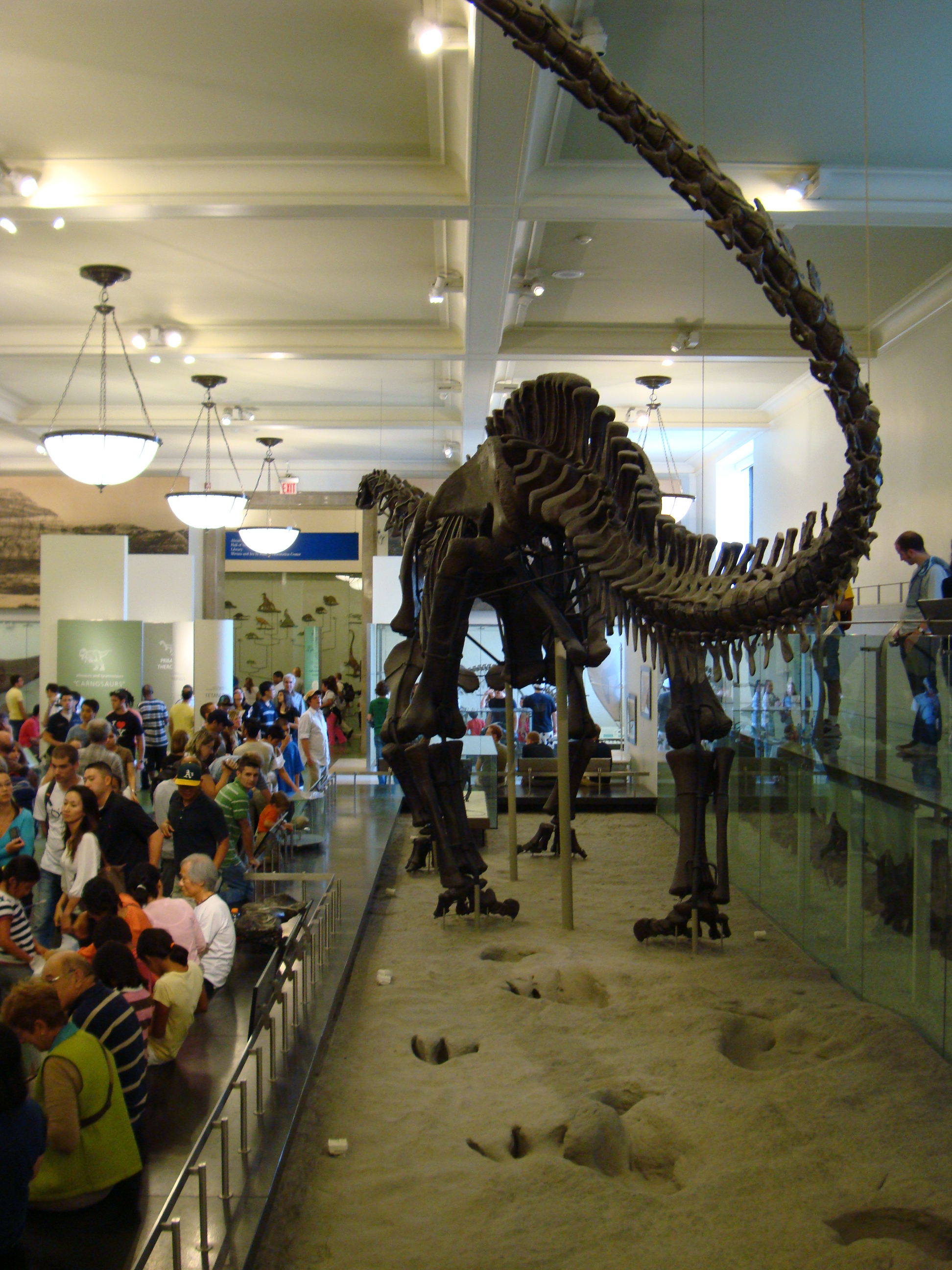
هيكل عظمي أباتوصور (Apatosaurus) مثبت في موقعه على شريحه لمسار اثار الاقدام من تشكيل غلين روز في المتحف الأمريكي للتاريخ الطبيعي. يمثل استخراج هذه الشريحة من الصخور في ولاية تكساس الأمريكية أول تنقيب رئيسي للحفريات في تاريخ الحفريات.

شهد القرن العشرون تقدما ملحوظا ومميز بين عامي 1900 و1999 في علم الآثار الحيوية من خلال دراسة علمية رصينة في تتبع الاكتشافات الاحفورية والتسجيلات المحفوظة مسبقاً من الاكتشافات القديمة عن تصرفات وفسيولوجية اشكال الحياة القديمة خاصة أحفوريات اثار اقدام الحيوانات. بدأت اكتشافات المسار الاحفوري المهمة بداية القرن العشرين تقريبا مع اكتشافات عام1900 في قرية ايبوليتارنوك الهنغارية لمجموعة كبيرة من اثار الاقدام الأحفورية لعدد من الطيور والثدييات التي يعود أصلها للعصر الميوسيني. وبعد فترة قصيرة من الزمن، اُكتشفت اثار اقدام الإغوانادون (Iguanodon) الاحفورية في مدينة إسكس في شرق انكلترا حيث الإعلان عن هذا الاكتشاف شكل مصدر الهامٍ للكاتب آرثر كونان دويلز في تأليف كتابه العالم المفقود (The Lost World).
اكتشفت العديد من الاسرار الغامضة في قرن التاسع عشر كتحديد هوية صانع اثر كيروثيروم (Chirotherium). اعطى عالم الأحفوريات المعروف البارون فرانز جنس صانع الاثر إلى ديناصور من نوع عظاءة مسطحة (Plateosaurus)، على الرغم من عدم التطابق بين عدد اصابع اقدام هذه الديناصورات الخمسة واصابع قدم الكيروثيروم المكتشفة حيث كان للأخير اربعةُ اصابع فقط. إذ فسر ذلك على أن أحد بصماتِ قدم الكيروثيروم لم تتكون كباقي الاصابع بسبب ما تحتويه من أنسجة رخوه. ومع ذلك، افترض العالم السويسري ولفانج سورقيل وبشكلٍ صحيح ان الكيروثيروم هي آثار اقدم لكائنٍ من سلالةٍ قريبة لنوع من التماسيح الحديثة. إذ استطاع وباستخدام بصمات أصابعه بإعادة بناء هيكلة الخارجي للكيروثيروم. وصف علماء المستحاثات بعد عقود من الزمن حيواناً سميَّ بالسوكيات (Ticinosuchus) وافق الخطوط العريضة لتوقعات ولفانج سورقيل بدقة. على ما يبدو ان السوكيات هو أحد من سلالته هو صانع أثر للكيروثيروم.
خلال القرن العشرين، تم اكتشاف العديد من الحفريات الهامة في غرب الولايات المتحدة. في الثلاثينيات والاربعينيات من القرن العشرين، اكتشف العالم رولاند تي. بيرد (Roland T. Bird) مسارات عديدة للديناصورات الصربية الكبيرة والديناصورات ذوات الاقدام في ولاية تكساس. قام رولاند تي. بيرد بالتنقيب عن قسم هائل من المسارات الأحفورية بالنيابة عن المتحف الأمريكي للتاريخ الطبيعي. كان هذا التنقيب أول تنقيب واسع النطاق لأحفوريات آثار الأقدام في التاريخ.  في الخمسينيات من القرن الماضي، قدم العالم لي ستوكس تقريرا عن آثار أقدام غير عادية فسرت كأول مسارات معروفة للتيروصور (pterosaur). سبب هذا التقرير الكثير من الجدل في اخر سنين قرن العشرين حيث تم تبريره في ما بعد. بالإضافة إلى ذلك المسار، اكتشفت اثار اقدام ديناصور لديناصور ريدج (Ridge) في مدينة كولورادو في غرب أمريكا حيث تم في ما بعد دراستها في القرن العشرين.
مجيء فترة نهضة المسارات التابعة للديناصورات وما نشره العالم البريطاني روبرت مكنيل ألكسندر عن التركيبة التي بإمكانها إعادة تركيب سرعة الديناصورات في الركض اعتمادا على المعطيات المكتشفة من خلال المسارات الأحفوريات بعد تتبعها حيث اعاد الاهتمام من جديد لعلم الاثار الاحفورية في أواخر القرن العشرين. عقدت عدة مؤتمرات حول موضوع حفريات أثر الفقاريات (vertebrate). عام 1986, عقد مؤتمر متخصص لآثار اقدام الديناصورات في ولاية نيو مكسيكو الأمريكية. نظم عالم الأحفوريات الألماني المعروف هاينريش هاوبولد بعد ما يقرب عقداً من الزمن مؤتمراً مخصصًا لأحفوريات آثار الاقدام الأكثر قِدما في عصر الباليوزويك. اٌعتبر هذا المؤتمر نقطة تحول كبيرة في دراسة التي تتبع المسارات في ذلك العصر.

## العقد الأول من القرن العشرين
1900

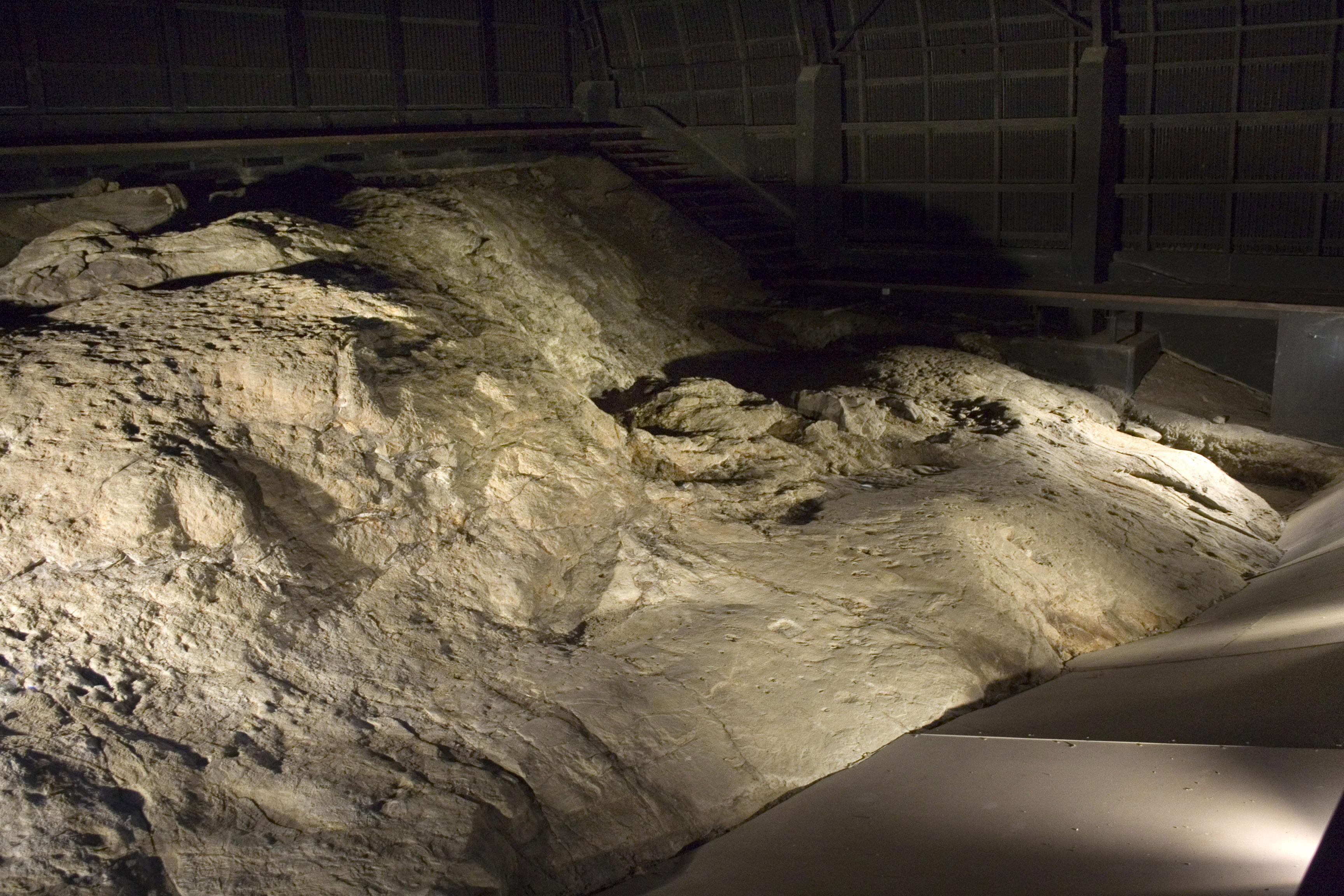
آثار أقدام أحفوريه في قرية ايبوليتارنوك.

- اكتشف موقع هائل لأحفوريات آثار الأقدام يعود لاوائل القرن الميوسيني في قرية إيبوليتارنوك، المجر. وجد ان هذا الموقع يحتوي على أكثر من 1600 بصمة فردية من مجموعة متنوعة من الطيور والثدييات. تشمل متحجرات الطيور كل من (Aviadactyla) و (Ornithotarnocia) و (Passeripeda) و (Tetraornithopedia). ومتحجرات الثدييات (Bestiopeda) و (Carnivoriped) و (Megapecoripeda) و (Mustelipeda) و (Pecoripeda) و (Rhinoceripeda). تركت هذه المسارات للثدييات من قبل مخلوقات مثل حيوانات آكلة اللحوم (rhinoceros) والبيكاري (peccaries) وحيد القرن (carnivorans). تم أيضًا الإبلاغ عن مسارات اثار اقدام ماستودون (Mastodon)، التي ترتبط ارتباطًا وثيقًا بالافيال، ولكنه قد يكون خطأً في تحديد.

1902

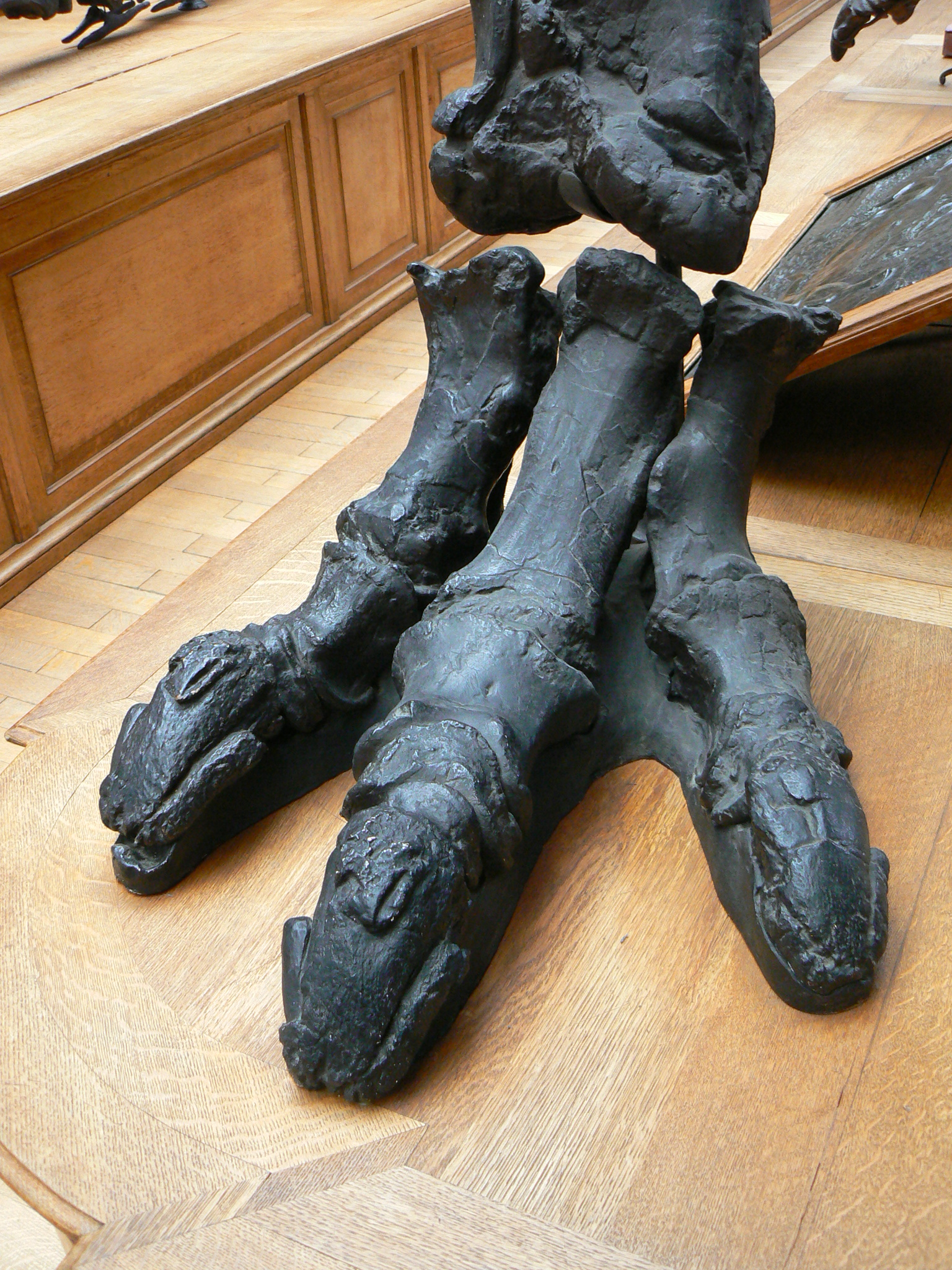
قدم إغوانادون

- تم اكتشاف آثار أقدام لديناصورات في محجر فيشر، بالقرب من مدينة غراترفورد في ولاية بنسلفانيا الأمريكية. تم تصنيفها ضمن أحفوريات اتريبيوس (Atreipus).[6]

1903
- أبلغ جون بيل هاتشر عن آثار أقدام تمساح محتملة من تشكيل موريسون (Morrison) بالقرب من مدينة كانون سيتي في ولاية كولورادو الأمريكية.

1904
بدأ ريتشارد سوان لول بدراسة أحفوريات آثار الاقدام في وادي ولاية كونيتيكت الأمريكية. أطلق على هذه المستحاثات مسمى انكايسبورس (Anchisauripus), وذلك لأنه نسبها أسلافها يشبه إلى حد ما نوع ديناصورات الصربوديات (sauropod).
1905
- قام لويس دولو بمطابقة قدام (Iguanodon bernissartensis) مع آثار أقدام الإغوانادون المزعومة في أول محاولة لمطابقة هذه المسارات مع نوع معين من الجنس.[8]

1906
- تم اكتشاف آثار أقدام بليستوسين البشرية من العصر الجليدي  في مجمع كهف نياو في فرنسا.

1908
- تم اكتشاف آثار أقدام البرمائيات الحفرية القديمة في تشكيل فورت يونيون في ولاية مونتانا.

1909
- وصف هارولد بروديريك آثار أقدام ديناصورات الجوراسي الوسطى  ثلاثية الاصابع التي تم اكتشافها لأول مرة خلال تسعينيات القرن التاسع عشر على ساحل يوركشاير بإنجلترا.
- تم اكتشاف آثار أقدام أحفورية إغوانودون على  صخور في قاع مجموعة ويلدين في كروبورو، أسكس. ربما كان هذا الاكتشاف الملهِم للكاتب آرثر كونان دويل في كتابه العالم المفقود.[9]

## العقد الثاني من القرن العشرين
1910
- تم اكتشاف آثار تعود لنوع من الاثر يسمى اوكتوبونديونس (Octopodichnus) من العصر الحجري القديم في الحجار الرملية في ساندستون ليون في ولاية كولورادو.[10]

1913
- اكتشف جوفيانو باتشيكو أول آثار أقدام الديناصورات في البرازيل.

1914
- تم اكتشاف آثار أقدام الديناصورات الطباشيريّة عمرها 90 مليون عاماً في نيوجيرسي لكن تم تدميرها عن طريق الخطأ أثناء محاولة استخراجها.

1914
- اكتشف بارنوم براون عينة أي أم أن أتش 5351 (Centrosaurus apertus AMNH). وصفه راندي مور بأنه الهيكل العظمي الأكثر اكتمالاً الذي اكتشفه براون على الإطلاق.[11]

1915
- اكتشف تشارلز شوتشيرت آثار أقدام أحفوريه قديمة من العصر الفحمي في صخور تشكيل ويسكوغايم (Wescogame) بالقرب من جراند كانيون.

1915- 1916
- وصف جوميز آثار الأقدام الكبيرة من العصر الترياسي المكتشفة في كابو مونديجو، البرتغال.[12]

1918
- وصف ريتشارد سوان لول مسار لاوبوريس (Laoporus).[13]

## عشرينيات القرن العشرين
- بدأ تشارلز ويتني جيلمور بِجمع ودراسة آثار الأقدام الأحفورية التي تعود للعصر الفحمي والعصر الحجري القديم في منطقة جراند كانيون نيابة عن سميثسونيان. قام أيضًا ببناء معرض مفتوح حول مسارات  الأحفوريات في هيرمت ترايل في ولاية اريزونا.
- أبلغ ويليام بيترسون عن اكتشاف مسارات ديناصورات كبيرة ثلاثية الاصابع محفوظة في ما يعرف الآن بسقف منجم الكربون في مقاطعة منجم يوتا. نسب ويليام ديلر ماثيو هذه المسارات إلى ديناصورات التيرانوصور.[14]

1920
- أدت ترميمات  أوك هيل، المنزل التاريخي للرئيس الأمريكي جيمس مونرو، إلى اكتشاف آثار احفورية لأقدام ديناصورات عندما أعاد العمال إصلاح ممرات المنزل بحجر الجوراسي. شملت المسارات المحفوظة مسارات  كرالايتور (Grallator)  و ايربونيس (Eubrontes) يتراوح طولها بين 13 و 33 سم (5-13 بوصة) وتضمنت المسارات ايضاً آثار أقدام حيوانٍ يشبه التمساح وقد انشأت هذه المسارات ضمن تشكيل مدلاند.

1923
- نشر البارون فرانز فون نوبسكا عملاً على السائل المنوي على المسارات البرمائية الاحفورية والزواحف. افترض فيه ان مسار كاروثيرو (Chirotheriu) يعود لديناصورات البلايتوصورات. على الرغم من أن البلايتوصورات ليس لديه سوى أربعة أصابع خلفية وأن مسارات كاروثيروم (Chirotherium) لها خمسة اثار لبصمات القدم. اتبع نوباسكا  حجة ويلرث بأن إبهام  كاروثيروم كان يتكون من انسجة رخوة ولن يترك أي آثار هيكلية بعده. كما قام بتسمية الأحافير الكبيرة العائدة للعصر  الجوراسي المتأخر التي تم اكتشافها في كابو مونديجو في  البرتغال باسم (Eutynichnium lusitanicum). لك لم تكن لهذا الاسم أي مسمى علمي حيث أن نوباسكا لم يعطيه أي صنف لينتمي اليه.

1924
- أبلغ ج. هندرسون (J. Henderson) عن أول حفريات أثرية قديمة من ولاية كولورادو.

1925
- فسر ولفانج سورقيل صاحب آثار الكاروثيروم الأحفوري بأنه من اشباه السوكيات (pseudosuchian) خط التماسيح قريب من ايباركيبريا (Euparkeria) واشار إلى أن الجزء الأكبر من وزن الحيوان يعود لاطرافه الخلفية بالفطرة.
- أبلغ العالم الجيولوجي الألماني أدولف باخوفن إخت عن أول مسارات ديناصور معترف بها علميا من كرواتيا. تم الحفاظ على هذه المسارات ثلاثية الاصابع في جزر بريوني ويعتقد باتشوفن إخت أنها من صنع إيغوانودون.

1926
- نشر تشارلز ويتني جيلمور تقريره الأول عن آثار الحفريات من منطقة جراند كانيون.

1927
- أبلغ كومت بيكون عن وجود مسارات لبشر بالغين في كهف كروتي دي كابارتس  في فرنسا. ويرافق هذه المسارات انطباعات تركتها عصا المشي التي استعملها البشر.

1928
- وصف تشارلز جيلمور مسارات العصر الباليوسيني القديمة من تشكيل فورت يونيون في ولاية مونتانا. أطلق تسمية أحفوريات المسار الجديدة (Ammobatrachus montanensis). في ما بعد لاحظ أنها كانت أول أحفوريات لآثار اقدام من العصر البالوسيني التي تم توثيقها في الادبيات العلمية.
- تم الإبلاغ عن آثار أقدام ثدييه محتملة للعصر الباليوسيني من ألبرتا.

1929
- وصف هرنانديز باتشيكو موقعًا لتتبع الطيور الاحفورية من العصر الاوليغوسيني في بيرالتا دي لا سال في إسبانيا.
- تم اكتشاف آثار أقدام لديناصورات لاحمة من العصر الطباشيري  عمرها 90 مليون عاماً في مقلع هامبتون كتر كلاي ووركس في وودبريدج، نيو جيرسي.
- أبلغ تيلهارد دي تشاردين وسي يونج عن آثار أقدام لديناصورات في مقاطعة شانشي في الصين. وكانت هذه أول آثار أقدام لديناصور موثقة علمياً في تاريخ البلاد.

## الثلاثينيات من القرن العشرين
1930
- اكتشف برادفورد ويلارد حفريات أثرية جديدة من العصر الديفوني في ولاية بنسلفانيا أطلق عليها اسم بارامفيبيوس وذلك لأنه اعتقد أن صانع مسار هذه الأحفوريات كان شكلًا انتقاليًا بين الأسماك ورباعيات الأرجل. فقام بتسمية مجموعة جديدة، وهي إيشثيبودا لتصنيف هذا المخلوق.
- تم الإبلاغ عن آثار أقدام تعود للعصر الحجري من تشكيل أبو بالقرب من لاس كروسيس، نيو مكسيكو.
- اشترى متحف الحفريات بجامعة ميشيغان العديد من ألواح آثار الاقدام الأحفورية تعود للعصر الترياسي التي تم جمعها بالقرب من ميسا ريدوندا في ولاية نيو مكسيكو. من بين المسارات المحفوظة كانت آثار أقدام الزواحف ثلاثية الاصابع. وآثار أقدام متحجرات ديناصورات رباعية الأصابع (Pseudotetrasauropus). التي قد تعود لديناصورات سوربادامورفا البدائية (primitivesauropodomorp).
- اكتشف رولاند تي بيرد موقعًا جديدًا لتتبع مسار الديناصورات من العصر الجوراسي في تشكيل موينفي في شمال غرب أريزونا. على الرغم من أن الموقع قد يُفقد، الا ان صور الطيور ستساعد عالِم حفريات ثمثال الديناصور الأثري الوطني سكوت مادسن وصديقه كيث بيكر على نقل الموقع بعد عقود.
- استُخرجت مسارات آثار أقدام لديناصورات من مجموعة داكوتا بالقرب من لامار في ولاية كولورادو. تعرض هذه المسارات الآن في متحف التاريخ الطبيعي في ولاية دنفر.
- مؤخراً: تمت توسعة سجن ولاية نيفادا على أحفوريات اثار أقدام من العصر البلستوسيني (العصر الحديث) التي تم اكتشافها هناك. ومع ذلك، فقد تم جمع بعض العينات من قبل وهي الآن محفوظة في متحف ولاية نيفادا.